# Уэйфер, Лайонел
Лайонел Уэйфер (1640—1705) — валлийский исследователь новых земель, пират, капер, хирург и судовой врач.

## Биография
Будучи судовым врачом, Уэйфер совершил несколько плаваний в Южные моря и посетил Малайский архипелаг в 1676 году. В следующем году он обосновался на Ямайке, чтобы заниматься своей профессией. В 1679 году, однако, два известных пирата Кук и Линен убедили его стать хирургом на их корабле.
В 1680 году Уэйфер встретился с Уильямом Дампиром в Картахене и вступил в каперское предприятие под руководством Бартоломью Шарпа.
После ссоры во время трудного пути по суше Уэйфер был высажен с четырьмя другими на Панамский перешеек, где он жил вместе с индейцами народа куна. Он проводил время в сборе информации об их культуре, в том числе шаманизме, и составил краткий словарь их языка. Он также изучал естественную историю перешейка. Год спустя Уэйфер покинул индейцев, обещав вернуться и жениться на сестре вождя. Он обманул своих бывших компаньонов-пиратов при встрече, поскольку был одет как индеец, с раскрашенным телом и украшающим нос кольцом. Им потребовалось некоторое время, чтобы узнать его.
Уэйфер помирился с Дампиром и снова присоединился к нему. После каперских рейдов с ним по испанским морским владениям в Южной Америке, в которых он участвовал до 1688 года, Уэйфер обосновался в Филадельфии.
К 1690 году Уэйфер вернулся в Англию. В 1695 году он опубликовал книгу  New Voyage and Description of the Isthmus of America, описывая свои приключения. Она была переведена на французский (1706), немецкий (1759) и шведский (1789) языки.
Компания Дарьна наняла его в качестве консультанта, когда он собиралась заняться колонизацией перешейка 1698 году.
Он умер в Лондоне в 1705 году. Именем Уэйфера сейчас назван один из крупнейших заливов острова Кокос.